# Kariman Shafik
Kariman Shafik (ur. 1 września 1996) – egipska judoczka. 
Startowała w Pucharze Świata w 2015. Brązowa medalistka igrzysk afrykańskich w 2019, a także mistrzostw Afryki w 2017 i 2019 roku.